# Pendleton Ward
Ward Taylor Pendleton Johnston (8 de julho de 1982) é um animador, roteirista produtor, diretor e dublador norte-americano, que trabalha para o Cartoon Network Studios e Frederator Studios. É conhecido como o criador das séries de animação Hora de Aventura e Bravest Warriors. Ele atuou recentemente como co-criador da série animada para adultos da Netflix, The Midnight Gospel (2020 - atualmente).

## Biografia
Ward se interessou por animação em tenra idade, inspirado por sua mãe, que é uma artista e trabalhou com animadores. Ele começou a desenhar flipbooks na primeira série. Muitas vezes trabalhou com seu melhor amigo, Alec "Logdog" Coates, em histórias em quadrinhos curtas.
Ward frequentou o curso de animação do California Arts Institute (CalArts), onde se tornou amigo de JG Quintel. Mais tarde, trabalharam juntos em The Marvelous Misadventures of Flapjack. Em 2009 Quintel deixou a série para criar Regular Show. Eric Homan, vice-presidente da Frederator Studios, ofereceu a Ward um trabalho nos estúdios depois de assistir a um de seus filmes nas mostras anuais de animação da CalArts.

## Carreira
Em 2002-2003, Ward publicou uma webcomic intitulada Bueno the Bear. Mais tarde, ele tirou os quadrinhos porque ele sentia vergonha pois achava  "terríveis". No entanto, ele mantém o nome "buenothebear" para  seu site e seu nome de usuário em sites como o twitter. Ward depois criou um curta para Frederator Studios chamado Barrista, estrelado por Bueno the Bear.
Ward continuou a trabalhar em animações curtas para o programa Frederator Random! Cartoons, que foi ao ar na Nicktoons Network. Lá ele trabalhou com várias pessoas que mais tarde iriam se juntar a ele na série Adventure Time, incluindo o compositor Casey James Basichis, Adam Muto, e Niki Yang, muitos dos quais haviam participado da CalArts ao lado de Pen. O curta de Hora de Aventura foi feito em 2006 e tornou-se um fenômeno na internet em 2007, com mais de um milhão de visualizações em novembro do mesmo ano. Ward inicialmente vendeu Adventure Time para a Nickelodeon, mas foi rejeitado. Ele também levou algum tempo até  que o Cartoon Network decidiu escolhê-lo.

Em 2012, a Frederator Studios desenvolveu Bravest Warriors e a transformou em uma websérie para o relançamento da Cartoon Hangover, no entanto Ward tem pouco envolvimento na série. O ex-designer da Adventure Time, Phil Rynda, trabalhou nas redesign dos personagens da série. A série estreou no outono de 2012 através do canal do YouTube do Cartoon Hangover ao lado de uma série de quadrinhos de mesmo nome da Boom! Studios.
Em algum momento da quinta temporada de Adventure Time, Ward deixou abruptamente de dirigir o programa, explicando que isso estava afetando negativamente sua "qualidade de vida". Na edição de 2 de outubro de 2014 da revista Rolling Stone, Ward declarou "eu parei porque estava me deixando louco". No entanto, ele continuou a trabalhar como um dos escritores e desenhistas de storyboard do programa até o final da sexta temporada, e ainda atuou como produtor executivo até o final da série. Em uma entrevista com Indiewire antes da estréia da sétima temporada, o escritor principal Kent Osborne observou que Ward havia parado de escrever os resumos dos episódios no início da sétima temporada, mas ainda os examinou e forneceu informações.
Em 2017, Ward foi creditado como "Consultor de histórias" na atual aventura de capa dura da 5ª edição de Dungeons and Dragons, 'Tomb of Annihilation'.

Em 16 de março de 2020, foi lançado um trailer de um programa original animado para adultos da Netflix, The Midnight Gospel, co-criado por Ward e Duncan Trussell. A trama diz: "Clancy é um lançador espacial que usa um simulador de multiverso para entrevistar seres que vivem em outros mundos". Oito episódios do programa foram lançados na Netflix em 20 de abril de 2020.